# Carcharhinus brevipinna
Carcharhinus brevipinna е вид хрущялна риба от семейство Сиви акули (Carcharhinidae).

## Разпространение
Видът е разпространен в Австралия, Албания, Алжир, Белиз, Бенин, Босна и Херцеговина, Бразилия, Венецуела, Гамбия, Гана, Гватемала, Гвиана, Гвинея, Гвинея-Бисау, Гърция, Джибути, Египет, Еритрея, Йемен, Израел, Иран, Испания, Италия, Кипър, Китай, Колумбия, Коста Рика, Кот д'Ивоар, Либерия, Либия, Мавритания, Мароко, Мексико, Нигерия, Никарагуа, Обединени арабски емирства, Оман, Пакистан, Панама, Провинции в КНР, Саудитска Арабия, САЩ (Вирджиния, Делауеър, Джорджия, Кънектикът, Масачузетс, Мериленд, Ню Джърси, Род Айлънд, Северна Каролина, Флорида и Южна Каролина), Сенегал, Сиера Леоне, Сирия, Словения, Судан, Суринам, Сърбия, Тайван, Того, Тунис, Турция, Франция, Хондурас, Хърватия, Черна гора и Южна Африка.